# Opletník plotní
Opletník plotní (Calystegia sepium) je popínavá ovíjivá rostlina, jeden ze tří druhů rodu opletník které rostou na území České republiky. Vyskytuje se jak přirozeně na vlhčích místech ve volné přírodě, tak i bývá lidmi vysázen k pokrytí drátěných plotů nebo jiných nevzhledných konstrukcí téměř neprůhlednou clonou listů.

## Rozšíření
Opletník plotní je původně rozšířen, vyjma nejsevernějšího území, téměř v celé Evropě, Malé, Střední i Západní Asii, v oblasti Kavkazu i západní Sibiře a v Severní Americe. Druhotně se dostal do Afriky, Jižní Ameriky i Austrálie. Nejčastěji přirozeně vyrůstá na osluněných vlhčích až zamokřených, bazických a humózních půdách, hlavně na březích vodních toků a nádrží, v příkopech okolo cest a v řídkých křovinách.
V Česku je nestejnoměrně rozšířen po celém území, ve výše položených oblastech však roste jen ojediněle. Po Evropě se vyskytuje v několika poddruzích vyznačujících se mírně rozdílnými tvary listů i barevnými odstíny květů, v ČR je nacházen jen jeho nominátní poddruh
- opletník plotní pravý (Calystegia sepium (L.) R. Br. sepium)[3][4][5]

## Popis

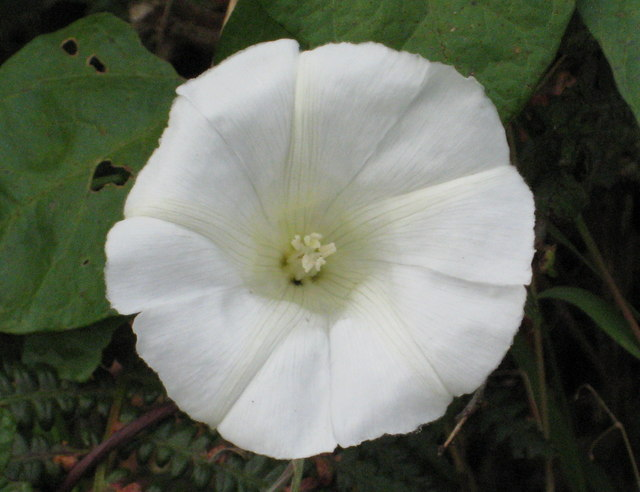
Květ

Vytrvalá bylina s ovíjivou, v horní části větvenou, 2,5 až 3 m dlouhou lodyhou vyrůstající z plazivého, silně se větvícího, až 40 cm dlouhého oddenku. Je porostlá téměř 10 cm dlouhými a 7 cm širokými, řapíkatými, ve spirále vyrůstajícími listy. Jejich široce vejčité až trojúhelníkovité jasně zelené čepele jsou u báze srdčitě střelovité a na koncích špičaté. Bazální zářez mezi laloky listu je ve tvaru písmene V. Lodyha se ovíjí kolem opory proti směru pohybu hodinových ručiček, v období nejintenzivnějšího růstu se za 24 hodin prodlouží až o 20 cm; na podzim odumírá.
Oboupohlavné květy, 3 až 7 cm široké, vyrůstající jednotlivě z úžlabí listů mají dlouhou stopku se dvěma 10 až 15 mm širokými listenci které bývají tvaru vejčitě kopinatého až srdčitého a částečně zakrývají kalich tvořený pěti vejčitými či kopinatými zašpičatělými lístky. Široce nálevkovitá koruna s plochým lemem, dlouhá 3 až 5 cm (2 až 3krát delší než kalich), je vytvořená pěti bílými, řidčeji bledorůžovými lístky které se při špatném počasí se zavíjejí. Rostliny rozkvétají od května do září.
Plod je nepravidelně pukající, 7 až 12 mm velká, vejčitá tobolka se čtyřmi černými semeny která jsou asi 5 mm dlouhá, hranatá a drsná.

## Rozmnožování
Rostlina se rozmnožuje semeny, oddenky nebo na vlhké půdě ležící lodyha může také kořenit. Vypadaná semena potřebují k vývoji poměrně teplé pozdní léto a proto je druh méně rozšířen ve vyšších polohách. Na semeni klíčícím na povrchu půdy vyrůstají v úžlabí děloh dva stonky, jeden z nich vytvoří normální lodyhu a druhý se ohne do půdy a přemění se v oddenek jenž se velmi rychle rozrůstá a tvoří zásobní orgán schopný přečkat zimu a dát na jaře vyrůst nové lodyze.

## Význam
Opletník plotní se rychle šíří a vytváří rozsáhlé kolonie. Jejich lodyhy popnou kdejaké rostliny v okolí, svými listy je zastiňují a váhou často způsobí i jejich polehnutí. Je proto považován za polní plevel, ve střední Evropě však příliš neškodí. Nebezpečným se stal v Severní Americe kde tamní poléhavé rostliny produkují každá až po 400 semenech a v určitých vlhkých oblastech jsou jimi pole zamořená; semena si podržují klíčivost i po více než 10 let.
Usušená nať se v minulosti používala jako povzbuzující prostředek na činnost hladkého svalstva. Protože tato droga zlepšuje střevní peristaltiku byla užívána jako silné projímadlo; působí také močopudně a snižuje teplotu.

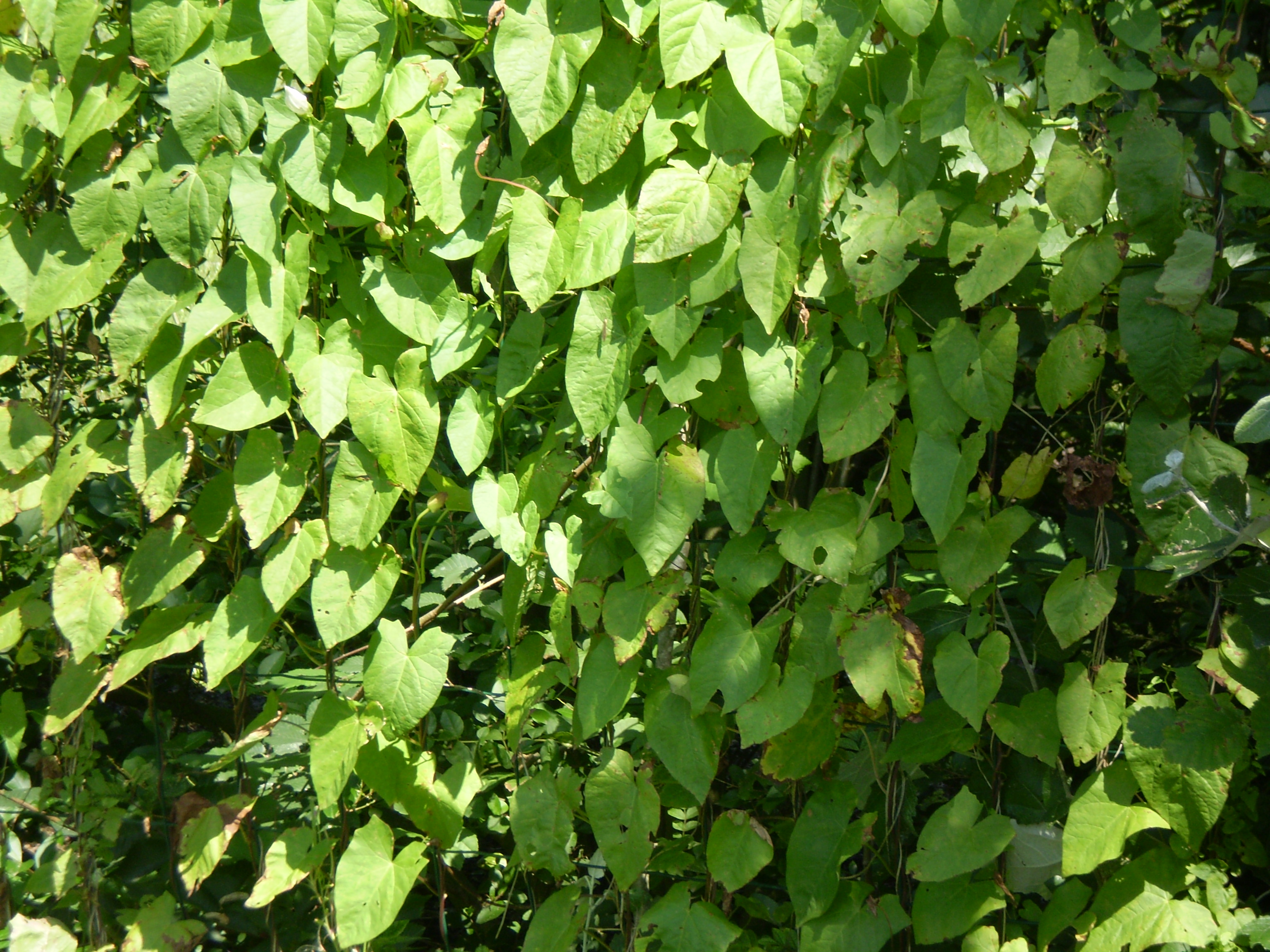
Pnoucí se rostliny
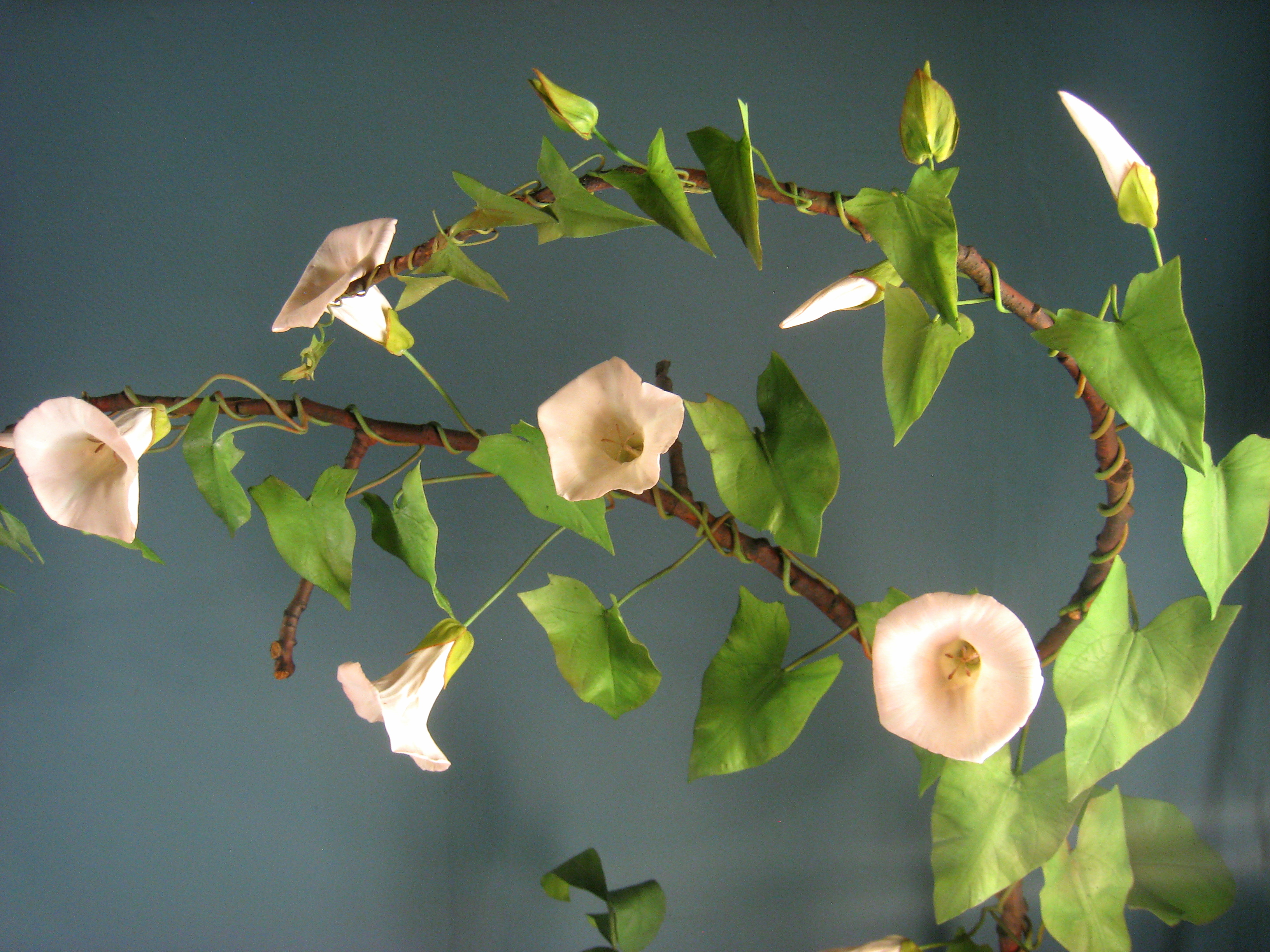
Způsob ovíjení
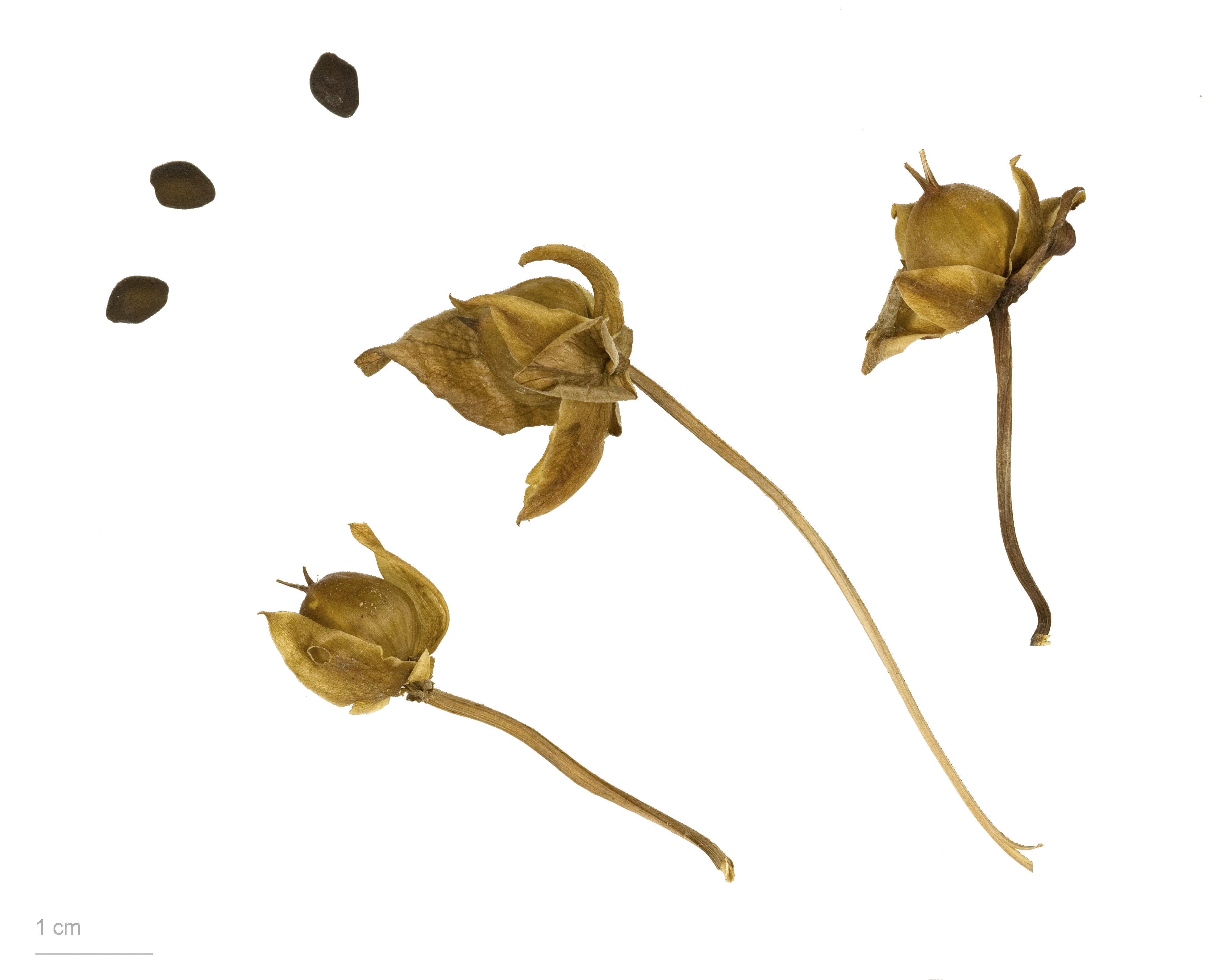
Tobolky a semena